# إلاديو كاريون
إلاديو كاريون موراليس (بالإنجليزية: Eladio Carrión Morales) المعروف باسم إلاديو كاريون (من مواليد 14 نوفمبر 1994 في كانساس سيتي) هو مغني راب وموسيقى الريغيتون والتراب اللاتيني.

## روابط خارجية
- إلاديو كاريون على موقع IMDb (الإنجليزية)
- إلاديو كاريون على موقع ميوزك برينز (الإنجليزية)
- إلاديو كاريون على موقع أول ميوزيك (الإنجليزية)
- إلاديو كاريون على موقع ديسكوغز (الإنجليزية)